# Leopold Matthieu
Heinrich Friedrich Leopold Matthieu (* 16. April 1748 in Berlin; † 28. Februar 1778 in Göttingen) war ein deutscher Porträt- und Historienmaler.

## Leben
Matthieu war der Sohn des Malers David Matthieu und der Malerin Barbara Rosina Lisiewska. Er war Schüler seiner Mutter und besuchte 1766/1767 die Zeichenakademie in Den Haag (Haagsche Teekenacademie als direkte Vorläuferin der Niederländischen Akademie der Künste). Er porträtierte als Student der Belles Lettres in Göttingen die beiden Frauen des Dichters Gottfried August Bürger, Dorette und Molly. Er schuf 1774 ein Porträt des Dichters Heinrich Christian Boie. Das von Gleim in Auftrag gegebene Porträt Lichtenbergs wurde durch seinen frühen Tod vereitelt. Weitere Werke waren die Bildnisse, die er von Johann Carl Leonhart, Konrad Arnold Schmid oder Gottfried August Bürger fertigte. Er war ein Bruder von Georg David Matthieu.

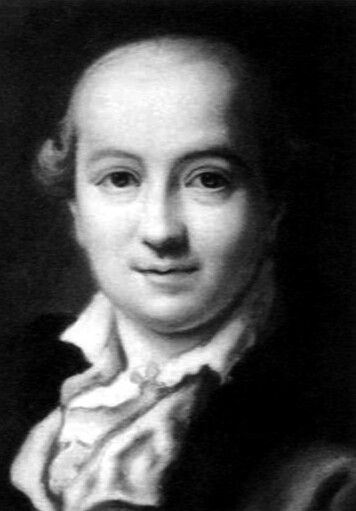
Heinrich Christian Boie
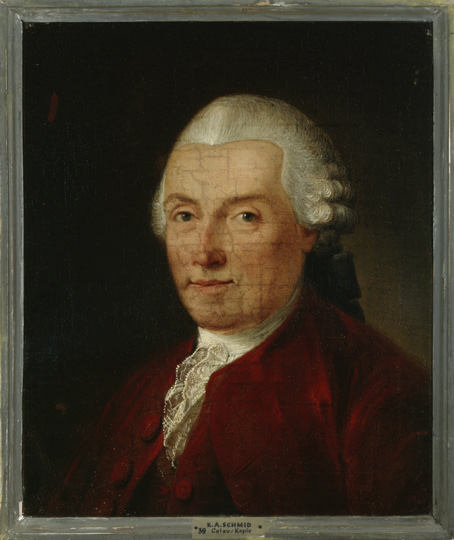
Konrad Arnold Schmid